# Список промов Володимира Леніна
Це список промов Володимира Леніна, засновника та лідера Радянської Росії (1917-1924) і Радянського Союзу (1922-1924).

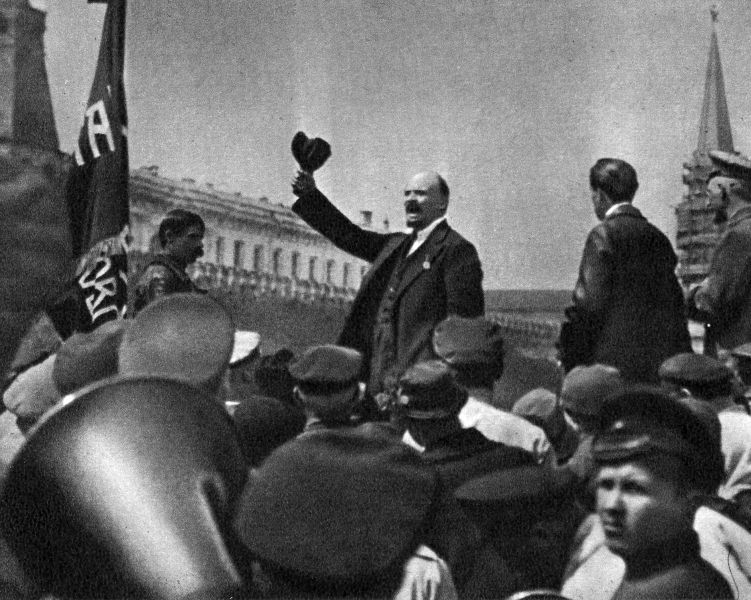
Ленін, виступаючи перед народом у 1919 році

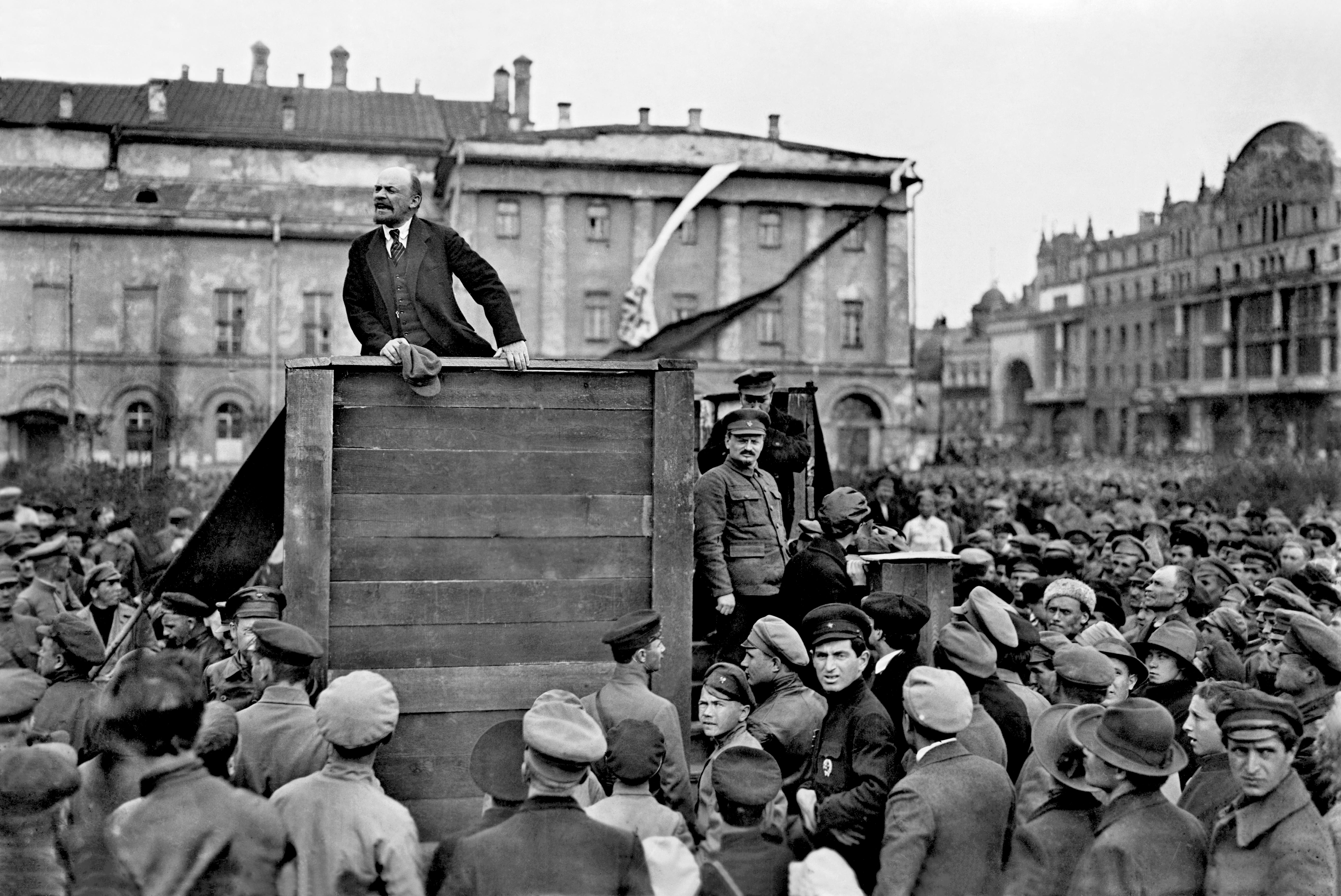
Промова Володимира Леніна в Москві 5 травня 1920 року

## Записи
Список промов Леніна між 1919 і 1921 роками, записаних на грамофон.
| Номер | Матриця №                 | Номер сеансу запису / Місце | Промова | Дата            | Транскрипція                                                              | Прослухати                               |
| ----- | ------------------------- | --------------------------- | --- | --------------- | ------------------------------------------------------------------------- | ---------------------------------------- |
| 1     | A-001                     | 1-а сесія / Центроспілка    | Пам'яті товариша Якова Михайловича Свердлова                                                                  | 19-Березня-1919 | Англійською                                                               | Записⓘ                                   |
| 2     | A-002                     | 1-а сесія / Центроспілка    | Третій, Комуністичний Інтернаціонал                                                                           | 19-Березня-1919 | Російською                                                                | Записⓘ                                   |
| 3     | A-003                     | 1-а сесія / Центроспілка    | Звернення до Червоної армії, частина І                                                                        | 19-Березня-1919 | Англійською                                                               | Записⓘ                                   |
| 4     | A-004                     | 1-а сесія / Центроспілка    | Звернення до Червоної армії, частина II                                                                       | 19-Березня-1919 | Англійською                                                               | Записⓘ                                   |
| 5     | A-005                     | 2-га сесія / Кремль         | Анти-єврейські погроми                                                                                        | 23-Березня-1919 | Російською                                                                | Записⓘ                                   |
| 6     | A-006                     | 2-га сесія / Кремль         | Що таке радянська влада?                                                                                      | 23-Березня-1919 | Англійською                                                               | Записⓘ                                   |
| 7     | A-007                     | 2-га сесія / Кремль         | Повідомлення про переговори з Белою Кун                                                                       | 23-Березня-1919 | Англійською                                                               | Записⓘ                                   |
| 8     | A-008                     | 3-тя сесія / Кремль         | Середній клас селян                                                                                           | 23-Березня-1919 | Див. ленінське зібрання творів, т. 29, "Промови на грамофонних платівках" | Записⓘ                                   |
| 9     | А-0227-1                  | 4-та сесія / Кремль         | Про транспорт, 1-й варіант з обмовкою                                                                         | 05-Квітня-1920  | Російською                                                                | Записⓘ                                   |
| 10    | А-0227-2                  | 4-та сесія / Кремль         | Про транспорт                                                                                                 | 05-Квітня-1920  | Російською                                                                | Записⓘ                                   |
| 11    | А-0228                    | 4-та сесія / Кремль         | Щодо трудової дисципліни                                                                                      | 05-Квітня-1920  | Російською                                                                | Записⓘ                                   |
| 12    | А-0229                    | 4-та сесія / Кремль         | Як трудящі можуть назавжди врятуватися від гніту поміщиків і капіталістів                                     | 05-Квітня-1920  | Англійською                                                               | Записⓘ                                   |
| 13    | Ніколи не було призначено |                             | Про радянську владу або Про польський фронт — умовна назва; нібито матриця була пошкоджена під час копіювання | 05-Квітня-1920  | Ця промова ніколи не була опублікована                                    |                                          |
| 14    | А-0288                    | 5-та сесія / Центроспілка   | Сільськогосподарський Податок                                                                                 | 25-Квітня-1921  | Див. ленінське зібрання творів, том 35, "Записані промови"                | Запис не знайдено, зберігся лише рукопис |
| 15    | А-0289                    | 5-та сесія / Центроспілка   | Про податок на природні ресурси                                                                               | 25-Квітня-1921  | Російською                                                                | Записⓘ                                   |
| 16    | А-0290                    | 5-та сесія / Центроспілка   | Споживче та торговельне співробітництво                                                                       | 25-Квітня-1921  | Див. ленінське зібрання творів, том 35, "Записані промови"                | Записⓘ                                   |
| 17    | А-0291                    | 5-та сесія / Центроспілка   | Концесії та розвиток капіталізму                                                                              | 25-Квітня-1921  | Див. ленінське зібрання творів, том 35, "Записані промови"                | Записⓘ                                   |
| 18    | А-0292                    | 5-та сесія / Центроспілка   | Безпартійні чоловіки та радянська влада                                                                       | 25-Квітня-1921  | Російською                                                                | Записⓘ                                   |